# Cattedrale di Santa Teresa di Lisieux (Hamilton)
La cattedrale di Santa Teresa di Lisieux (in inglese: Cathedral of Saint Theresa of Lisieux) è la chiesa cattedrale della diocesi di Hamilton a Bermuda, si trova a Hamilton, a Bermuda.

## Storia
In seguito all'immigrazione di lavoratori provenienti dalle Azzorre nel corso del XIX secolo, si rese necessaria la costruzione di una chiesa cattolica a Bermuda, arcipelago abitato prevalentemente da popolazione di fede anglicana. La chiesa di Santa Teresa, realizzata in uno stile che ricorda l'architettura iberica, venne costruita presso Cedar Avenue, ad Hamilton, su un terreno ottenuto nel 1915 da padre Isaac Comeau, e consacrata nel 1932. Successivamente la chiesa venne elevata a cattedrale al momento della creazione della diocesi cattolica di Hamilton a Bermuda nel 1967.